# Velika Brijesnica
Velika Brijesnica är ett samhälle i Bosnien och Hercegovina.   Det ligger i entiteten Federationen Bosnien och Hercegovina, i den centrala delen av landet, 100 km norr om huvudstaden Sarajevo. Velika Brijesnica ligger 230 meter över havet och antalet invånare är 2 028.
Terrängen runt Velika Brijesnica är huvudsakligen kuperad, men åt sydost är den platt. Runt Velika Brijesnica är det ganska tätbefolkat, med 72 invånare per kvadratkilometer.. Närmaste större samhälle är Gračanica, 8,3 km öster om Velika Brijesnica. 
I omgivningarna runt Velika Brijesnica växer i huvudsak blandskog.